# Міманса
Міманса, пурва-міманса (санскр.) — одна з ортодоксальних систем давньоіндійської філософії. Викладена в Міманса-сутрах, авторство яких приписують Джай-міні (4-3 ст. до н. е.).
Послідовники міманси вважали, що Веди не є божественним одкровенням, і тому ведичні релігійні філософські положення потребують логічних обґрунтувань.
Міманса виходить з того, що остаточне звільнення індивіда від перевтілень (мокші) не можна раціонально пояснити. Але до мокші індивід може прийти і незалежно від своїх прагнень — завдяки беззастережному дотриманню громадських і релігійних обов'язків — дхарми.
Міманса визнавала й матеріальний початок у Всесвіті. Пізніші коментатори вчення посилили її теологічне спрямування і розвинули ідею особистого божества.
Міманса тісніше пов'язана з релігією, ніж санкх'я, проте реалістичність і раціоналістичність методології міманси зближує її з давньоіндійським матеріалізмом.

## Представники
- Кумаріла Бгатта — філософ і мовознавець VII століття.